# Nikolaos Andrikopoulos
Nikolaos Andrikopoulos (Grieks: Νικόλαος Ανδρικόπουλος) (Athene, 17 maart 1997) is een Grieks atleet die gespecialiseerd is in het hink-stap-springen en verspringen. Hij vertegenwoordigde Griekenland op verschillende internationale kampioenschappen en behaalde een zilveren medaille op de Europese kampioenschappen indooratletiek 2023 op het onderdeel hink-stap-springen.

## Carrière
Andrikopoulos begon zijn internationale carrière in 2016 bij de wereldkampioenschappen U20, waar hij geen geldige sprong noteerde. In 2019 nam hij deel aan de Europese kampioenschappen U23 en eindigde als achttiende in de kwalificatie met een sprong van 15,63 meter.
In 2021 won hij goud op de kampioenschappen van de Balkan met een persoonlijk record van 16,73 meter. Datzelfde jaar nam hij deel aan de Europese kampioenschappen indooratletiek 2021, waar hij dertiende werd in de kwalificatie met 15,61 meter.
Tijdens de wereldkampioenschappen indooratletiek 2022 eindigde hij als twaalfde met een sprong van 16,05 meter. Bij de Europese kampioenschappen atletiek 2022 datzelfde jaar werd hij negentiende in de kwalificatie met 15,39 meter.
In 2023 behaalde Andrikopoulos zijn grootste succes tot nu toe door zilver te winnen op de  Europese kampioenschappen indooratletiek 2023 met een sprong van 16,58 meter. Later dat jaar nam hij deel aan de wereldkampioenschappen atletiek 2023, waar hij 27e werd in de kwalificatie met 15,77 meter.

## Persoonlijke records
| Onderdeel             | Prestatie | Locatie   | Datum |
| --------------------- | --------- | --------- | ----- |
| Dreisprong (outdoor)  | 16,73 m   | Smederevo | 2021  |
| Dreisprong (indoor)   | 16,58 m   | Istanboel | 2023  |
| Verspringen (outdoor) | 7,28 m    | Limassol  | 2022  |
| Verspringen (indoor)  | 7,13 m    | Argostoli | 2022  |

## Palmares

### Hink-stap-springen
- 2019: 18e in kwal. EK U23 – 15,63 m
- 2021: 13e in kwal. EK indoor – 15,61 m
- 2021:  Balkan kampioenschappen – 16,73 m
- 2021:  Griekse kampioenschappen – 16,50 m
- 2022: 12e WK indoor – 16,05 m
- 2022: 19e in kwal. EK – 15,39 m
- 2023:  EK indoor – 16,58 m
- 2023: 27 in kwal. WK – 15,77 m